# Buick Limited
La Limited è un'autovettura prodotta dalla Buick dal 1936 al 1942 e nel 1958. Dal 1931 al 1935 il modello fu noto come Serie 90. In seguito la Buick ha usato il nome "Limited" per denominare degli allestimenti di alto livello che erano disponibili sugli altri modelli della gamma.

## La Serie 90: 1931–1935
La Serie 90 aveva installato un motore a otto cilindri in linea da 5.650 cm³ di cilindrata che erogava 104 CV di potenza a 2.800 giri. Anche grazie alle sue dimensioni, era il modello di punta della gamma Buick. L'anno successivo il passo crebbe e fu introdotto un nuovo motore ad alte prestazioni che erogava 113 CV. Nel 1933 il modello fu completamente rivisto. Nel 1931, invece, il passo fu accorciato e la potenza del motore crebbe nuovamente raggiungendo i 116 CV. Nell'occasione fu aggiornata la linea, mentre la meccanica rimase immutata. Gli esemplari prodotti furono 43.321. Nel 1936 il modello mutò nome in "90 Limited".  

## La prima serie: 1936-1942
Le origini del modello sono datate 1936. Nell'occasione, la Buick aggiunse il termine "Limited" al nome della Serie 90 per celebrare gli avanzamenti tecnici e di design degli anni precedenti. La Buick lanciò una nuova serie di modelli che era tecnicamente superiore alle vetture precedenti per il fatto di offrire contenuti come l'abitacolo con parte superiore completamente in acciaio, delle sospensioni anteriori migliorate, dei freni idraulici più sicuri, dei pistoni in lega e un sistema di raffreddamento ottimizzato. 
Fu cambiato il nome a tutti i modelli della gamma. Più precisamente, alla Serie 40 venne aggiunto il nome Special, alla Serie 60 fu addizionata la denominazione Century, alla Serie 80 fu aggiunto il nome Roadmaster, e alla Serie 90, che era il modello Buick più grande e lussuoso, fu addizionato il nome Limited.
L'unico motore disponibile su questa serie di Limited era un otto cilindri in linea da 5,2 L di cilindrata e 120 CV di potenza.
La Limited era il modello Buick più costoso in produzione in quel momento, e possedeva il passo più lungo disponibile su una Buick dell'epoca, più precisamente 3.505 mm. Inoltre, tra i modelli Buick, la Limited era quello più lussuoso. Il numero di esemplari venduti della Limited fu il più basso di quelli dell'intera gamma Buick, con 4.086 unità nel 1936, 3.697 nel 1937, 1.491 nel 1938, 1.451 nel 1939, 1.739 nel 1940, 3.006 nel 1941 e 636 nel 1942.
Nel 1938, il passo fu allungato a 3.556 mm e la Limited, insieme alla Roadmaster, perse i componenti strutturali in legno a favore di omologhe parti in acciaio, facendo dei due modelli le ultime vetture Buick per il trasporto dei passeggeri ad aver installato delle parti strutturali in legno.
Nel 1939 i modelli Buick furono oggetto di un restyling sostanziale. La Limited, però, continuò a utilizzare il corpo vettura del 1938.
Dietro le quinte, i dirigenti Cadillac stavano premendo per ottenere l'uscita di produzione della Limited in quanto, a loro dire, stava rovinando il mercato della casa automobilistica per cui lavoravano. Infatti, il prezzo della Limited corrispondeva alla fascia bassa delle Cadillac Fleetwood, ma eguagliava quello della Cadillac Imperial Limousine, che costava quasi quattro volte una Buick nelle sue versioni di punta. I dirigenti della Buick replicarono affermando che la produzione della Limited raggiungeva mediamente 1.561 esemplari l'anno per le versioni prodotte tra il 1938 e il 1940, che era un'inezia rispetto alla produzione dei modelli di punta della Cadillac.
Nel 1940 il modello Limited comprese pure la Serie 80, precedentemente usata esclusivamente per la Roadmaster.

La produzione della Limited continuò fino allo scoppio, per gli Stati Uniti, della seconda guerra mondiale. Dopo il conflitto, la Buick non riprese la produzione dei modelli a passo lungo, e il nome Limited fu tolto temporaneamente dal mercato.

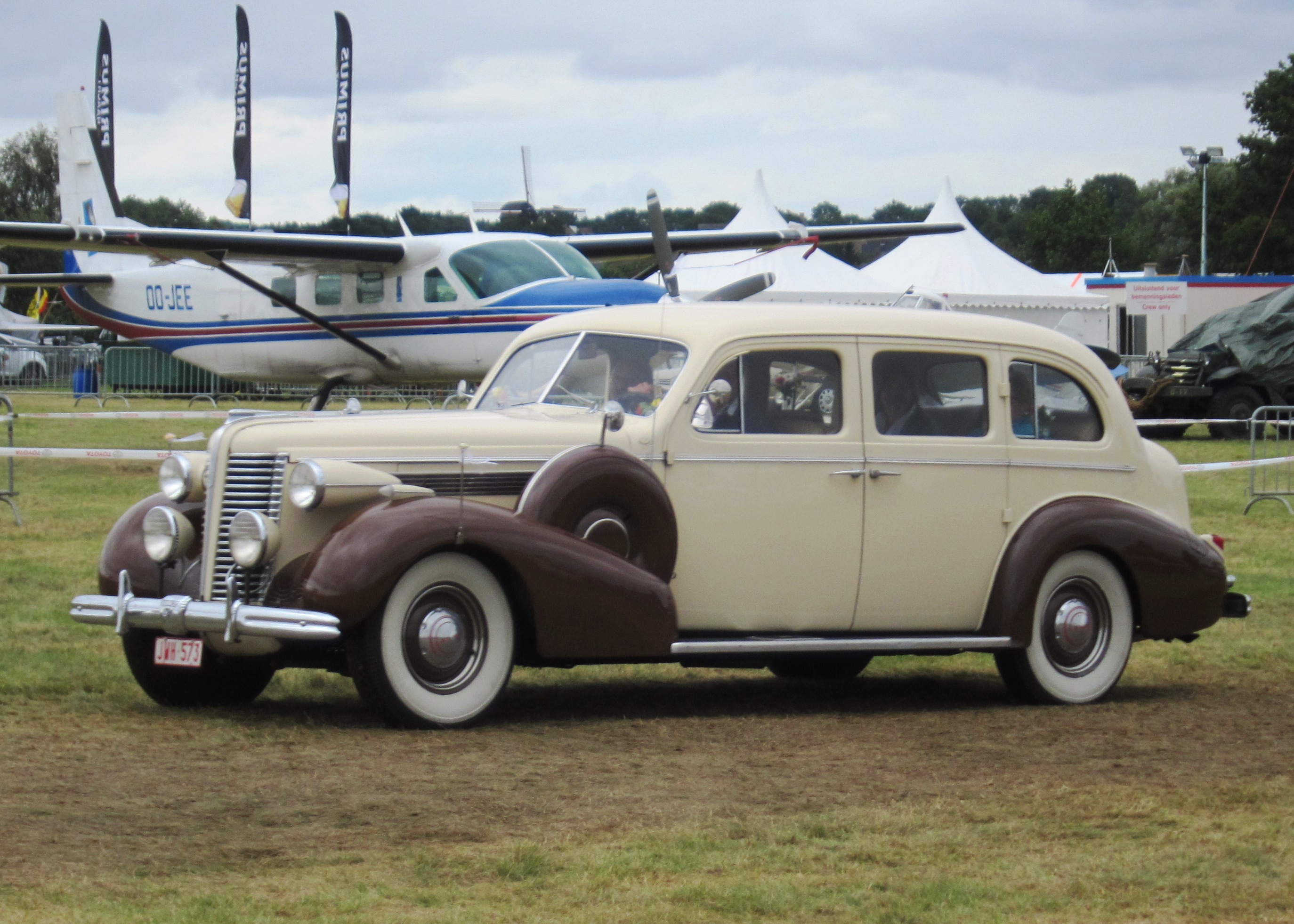
Buick Serie 90 Limited del 1938
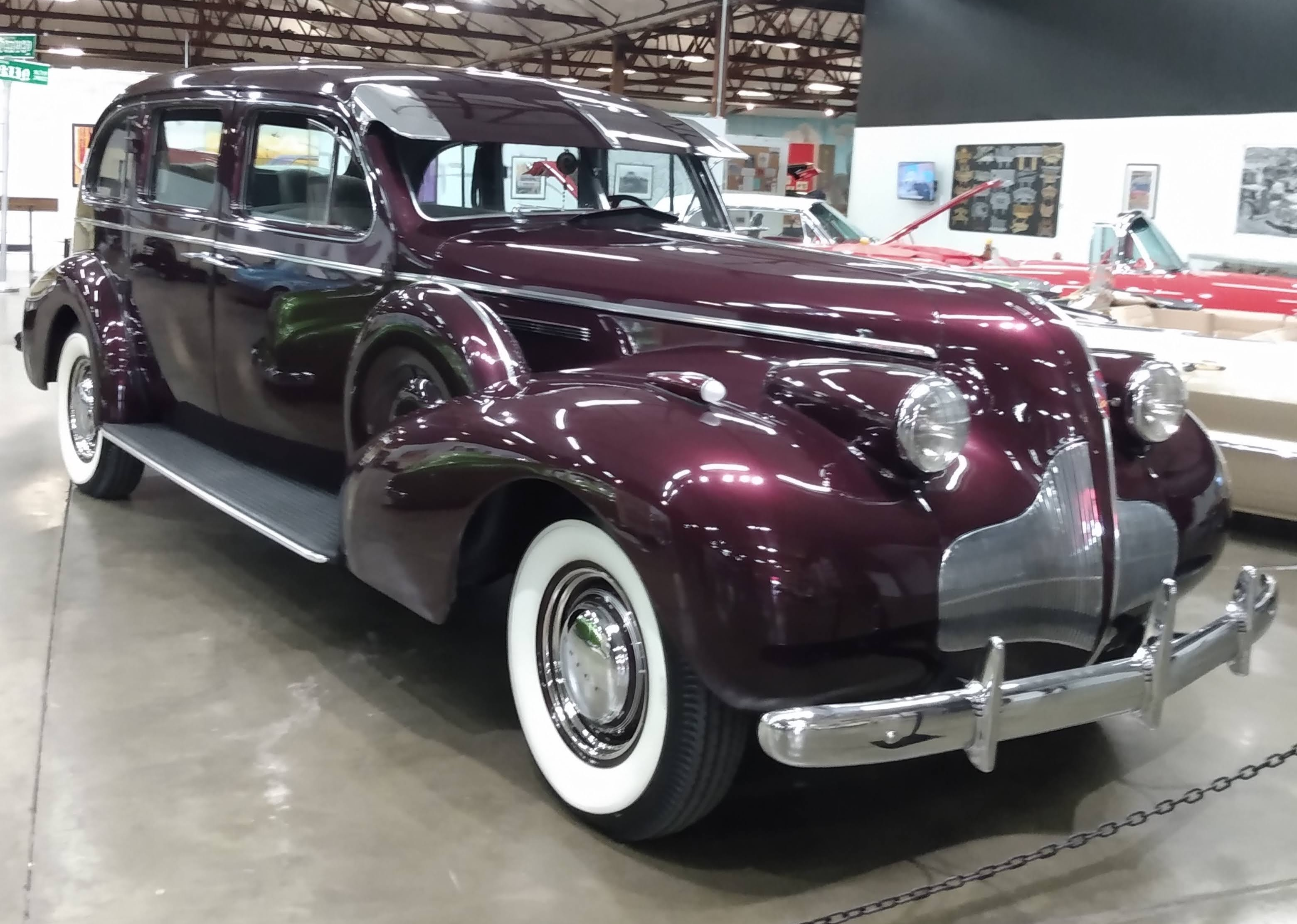
Buick Serie 90 Limited del 1939
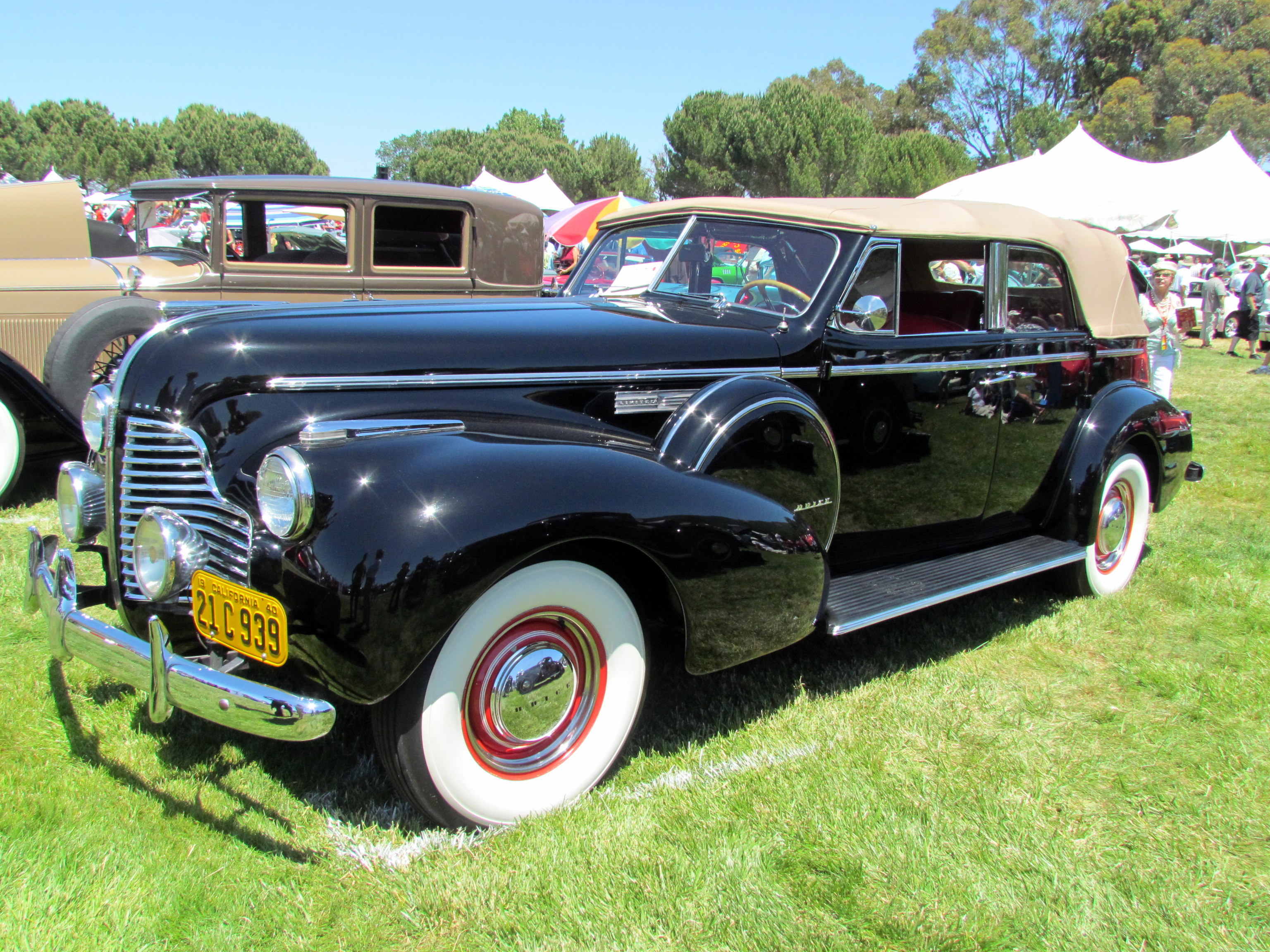
Buick Serie 81C Limited del 1940
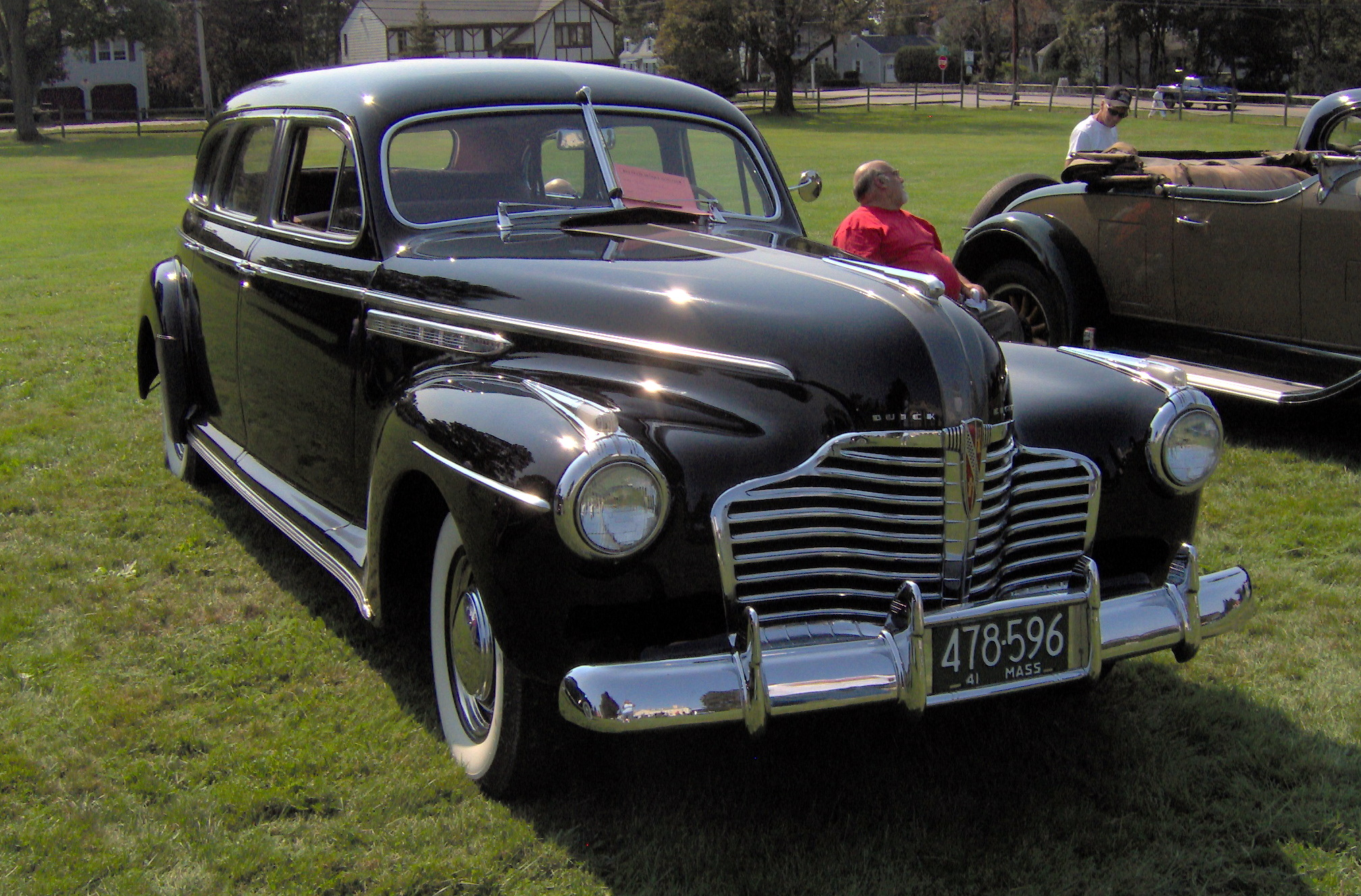
Buick Serie 90 Limited del 1941

## La seconda serie: 1958
La Limited è stata reintrodotta nel 1958. Questa fu un'annata in cui la risposta della General Motors al nuovo corso Forward Look della Chrysler fu quella di aggiornare i propri modelli Buick e Oldsmobile del 1957 con aggiunte pesanti ed eccessive di inserti cromati.
Ogni Buick Special, Century e Roadmaster ebbe in dotazione una calandra Fashion-Aire Dynastar composta da 160 quadratini cromati, che secondo i portavoce della Buick "è stata progettata per minimizzare i riflessi di luce". La Buick aggiunse dei fanali anteriori di forma quadrata, tre emblemi riportanti una "V" stilizzata, un medaglione sul cofano e altri due come protezione per i parafanghi. L'inserto laterale cromato lungo la fiancata, un elemento tipico delle Buick prodotte dal 1949, fu completato con l'aggiunta di ampi inserti cromati applicati ai deflettori posteriori. I fanali posteriori vennero ospitati in alloggiamenti dall'aspetto massiccio. Il portellone posteriore ebbe installato una maniglia cromata al centro.
In confronto con i modelli più piccoli della Buick, la Limited era leggermente più sobria. Ogni Limited possedeva, al posto della cromatura del pannello laterale, un inserto in tinta con la carrozzeria caratterizzato dall'avere quindici listelli inclinati (in tre gruppi di cinque). Inoltre, gli alloggiamenti dei fanali posteriori della Limited erano contraddistinti dall'avere delle plastiche avvolgenti, plastiche il cui disegno veniva spezzato dalle quattro barre cromate. Gli altri modelli, invece, avevano degli alloggiamenti dei fanali posteriori con massicce cromature. I paraurti in stile Dagmar, che erano molto comuni sui paraurti delle auto statunitensi degli anni cinquanta, ospitavano gli alloggiamenti dei ripetitori luminosi di tipo "Dual Jet". Il servofreno era di serie.
L'unico motore disponibile su questa serie di Limited era un V8 da 6 L di cilindrata e 300 CV di potenza.
La Limited era disponibile in versione berlina hardtop quattro porte, coupé hardtop due porte e cabriolet due porte. Le prime due versioni possedevano gli interni d'alta qualità, mentre le decappottabili li avevano in pelle.
Comunque, la Buick vendette solo 7.438 esemplari di Limited a causa del prezzo alto. La Limited quattro porte berlina costava infatti 5.112 dollari, che era 221 dollari in più della Cadillac Serie 62 quattro porte berlina (4.891 dollari). La Cadillac, del modello citato, commercializzò 13.335 esemplari.
Nel model year 1959, la Buick rinominò l'intera gamma, con la Electra 225 che prese il posto Roadmaster e la Electra che sostituì la Super. A causa delle basse vendite, non ci fu il modello sostituto della Limited.

## La Limited come allestimento
Il nome "Limited" fu utilizzato ancora nel 1965 come allestimento opzionale della Electra 225 Custom (che era l'allestimento al top di gamma del modello) e di altre vetture.
Tra il 1974 e il 1978, la Buick diede il nome "Limited" alla Electra 225 Custom. Il modello non aveva applicato il nome "Electra 225", bensì la dicitura "Limited". Comunque, queste vetture erano delle Electra. Inoltre, l'allestimento Limited poteva essere ordinato anche sulle Park Avenue.
La Buick continuò a usare il nome "Limited" per designare l'allestimento al top di gamma, ordinabile su molti modelli, fino al 2006.